# Aribo von Sonnenburg
Aribo von Sonnenburg († nach 1022) war vermutlich ein Sohn des bayrischen Pfalzgrafen Chuono aus dem Geschlecht der Aribonen und einer namentlich unbekannten Tochter des Grafen Poppo.  Er heiratete Wichburg und war Gaugraf im Pustertal in Kärnten.  Er war einer der Zeugen bei der Stiftung des Stifts St. Georgen in St. Georgen am Längsee durch seine Schwiegereltern Ottwin und Wichburg im Jahre 1002.  Im Jahre 1022 schenkten er und seine Frau Wichburg das Schloss Sonnenburg im Pustertal dem Benediktinerorden zur Errichtung eines Frauenstifts.  Nach dem Tod Aribos gab König Heinrich II. die Grafschaft Pustertal an den Grafen Volkhold, Bruder von Aribos Schwiegermutter.  Dieser bestätigte die Schenkung von Sonnenburg und übertrug das Kloster im Jahre 1039 an seinen Bruder, Bischof Ulrich II. von Trient.  Erste Äbtissin wurde Wichburg, Tochter Aribos und Wichburgs.

## Kinder und Nachkommen
Aus Aribos Ehe mit Wichburg von Sonnenburg stammten:
- Chuono (Kuno I. von Rott) († 1086), Pfalzgraf von Bayern[1]
- Pilgrim († um 1078), Graf
- Odalrich (Oudalrich/Udalrich) († um 1098), Vogt von Freising
- Wichburg, erste Äbtissin von Sonnenburg

Aribo und Wichburg sind wohl auch die Ahnen der Grafen von Heunburg sowie der Grafen von Flavon.